# محمد المختار الشنقيطي (باحث)
محمد المختار الشنقيطي (مواليد سنة 1966) هو ناشط سياسي ومؤلف وباحث وأكاديمي موريتاني. يعمل حاليًا في جامعة حمد بن خليفة كأستاذ مشارك في الأخلاقيات السياسية وتاريخ الأديان. إلى جانب ذلك، يظهر الشنقيطي باستمرار على قناة الجزيرة، وله إسهامات منتظمة في موقع الجزيرة.نت، حيث نُشرت له مئات المقالات باللغتين العربية والإنجليزية. درس وحصل على درجات علمية في الفقه، والترجمة، وإدارة الأعمال، وتاريخ الأديان. وقد  تُرجمت مؤلفاته ودراساته إلى عدد من اللغات من بينها التركية والألبانية والبوسنية والفارسية. يعتبر الشنقيطي ناقدا قويا للأنظمة العربية، ويكتب بإسهاب عن الربيع العربي والحضارة الإسلامية والحداثة الإسلامية.

اسمه الكامل هو محمد المختار ابن سيدي المولود 

وهو أخ البرلماني الموريتاني محمد الأمين ولد سيدي مولود 

## مسيرته
وُلد الشنقيطي سنة 1966 في نواكشوط. حفظ القرآن في سن الحادية عشرة ووسع دراسته الشرعية بأخذ سنوات دراسية إضافية خلال المدرسة الثانوية. انتقل بعد ذلك إلى تخصص مزدوج جامعي في كل من العلوم الدينية ودراسات الترجمة.
إلى جانب الترجمة في الصحافة، عمل في البداية مدرسًا في المدارس الثانوية. بعد ذلك، تم تعيينه في منصب مدرس في إحدى الجامعات الإسلامية في اليمن، واستقال بعد ذلك بعامين.
خلال فترة دراسته في تكساس، تطوع للعمل كإمام في المركز الإسلامي في لوبوك.
يحمل الشتقيطي أحد الأسماء الثلاثية الأكثر شيوعًا في موريتانيا.

## الآراء السياسية
الشنقيطي من أشد المؤيدين للإسلام السياسي، ويعتبر نفسه «من إخوان الإخوان المسلمين». ويؤكد على التوافق بين الشريعة والحرية السياسية، معتبرا أن أي صراع مزعوم بين الاثنين هو نتيجة لنظرية غير واضحة للدين. كما يعتقد أن العالم الإسلامي يعاني من انشقاق بين الفصائل الإسلامية والعلمانية، مما يستدعي التأكيد على هذا التوافق.
أثناء حصار غزة، دعا المسلمين للانضمام إلى ساحة المعركة والمصريين لاختراق حدودهم بالقوة. كما تحدث ضد التدخل الإيراني في الشرق الأوسط، والذي يعتقد أنه تم تسهيله من قبل الولايات المتحدة.
كما أعرب الشنقيطي عن دعمه الواسع للتدخل التركي في سوريا. وهو، حسب قوله، علامة على صحوة إسلامية «يحارب فيها العرب والأتراك الأنظمة القمعية».

## أعماله
- 2002: الحركة الإسلامية في السودان: مدخل إلى فكرها الإستراتيجي والتنظيمي
- 2004: الخلافات السياسية بين الصحابة
- 2006: فتاوى سياسية
- 2006: آراء الترابي: من غير تكفير ولا تشهير
- 2009: السنة السياسية في بناء السلطة وأدائها
- 2009: معايير النجاح التنظيمي وثنائياته الكبرى
- 2010: دليل الباحثين إلى كتابات القرضاوي والكتابات عنه
- 2013: البحث عن دين الفطرة
- 2016: خيرة العقول المسلمة في القرن العشرين
- 2016: أثر الحروب الصليبية على العلاقات السنية الشيعية
- 2017: فيلسوف القرآن محمد عبد الله دراز
- 2018: الأزمة الدستورية في الحضارة الإسلامية من الفتنة الكبرى إلى الربيع العربي

## روابط خارجية
- رابط لكتب الشنقيطي متوفر للتحميل المجاني على أرشيف الإنترنت
- محمد المختار الشنقيطي منشورات مفهرسة من قبل جوجل سكولار